# Buleuterio de Priene
El Buleuterio de Priene fue un  buleuterio o lugar de reunión del consejo de la ciudad en Priene en Asia menor, en la actual Turquía. El edificio ha sobrevivido excepcionalmente bien y se ha considerado un excelente ejemplo de su tipo.

## Historia
La construcción del edificio, interpretado como un buleuterio, comenzó en el período helenístico alrededor del año 200 a. C. Esta datación se basa en el hecho de que el edificio debe ser algo anterior a la Estoa sagrada adyacente, construida hacia el 150 a. C.

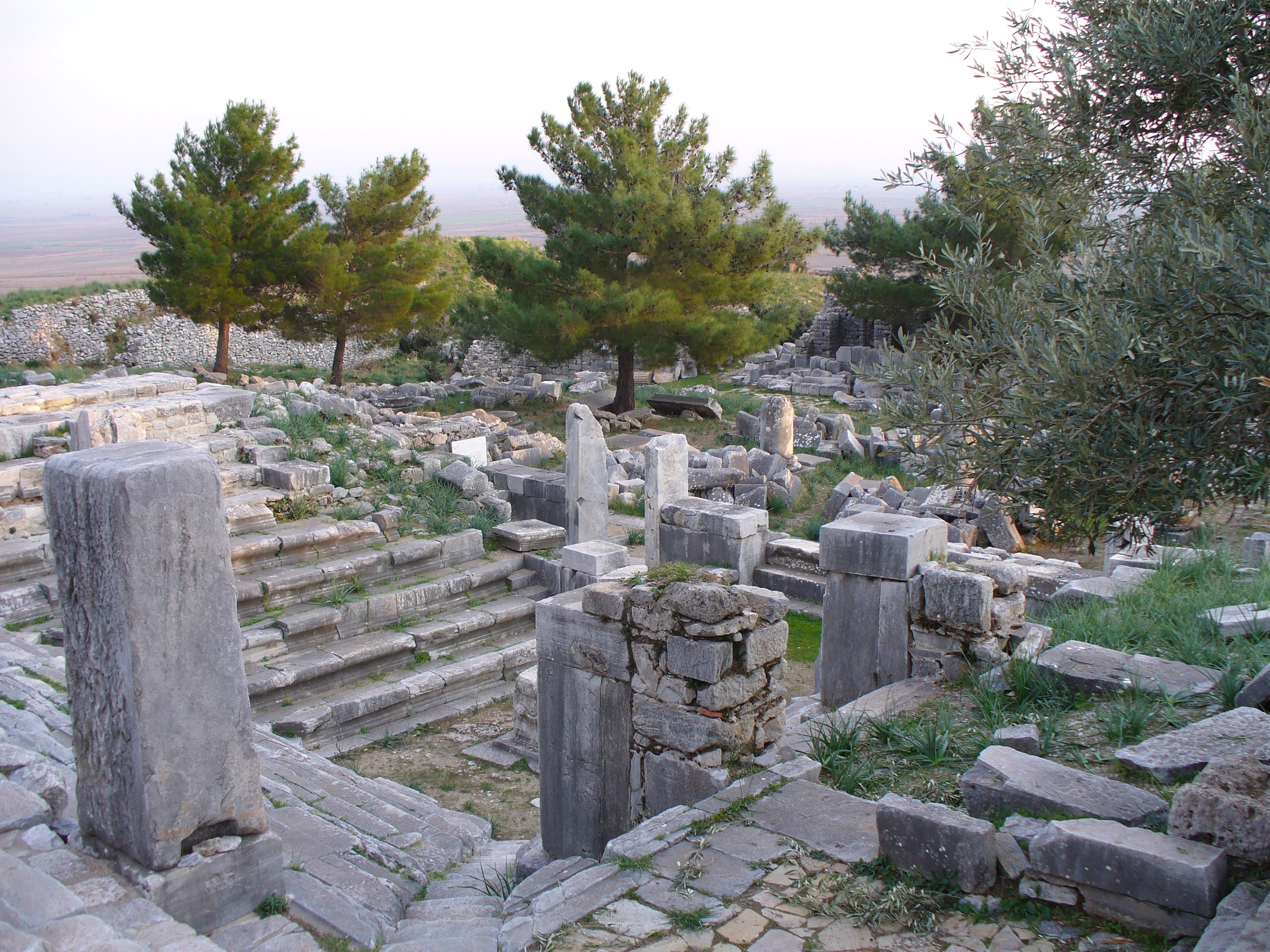
Ruinas del Buleuterio.

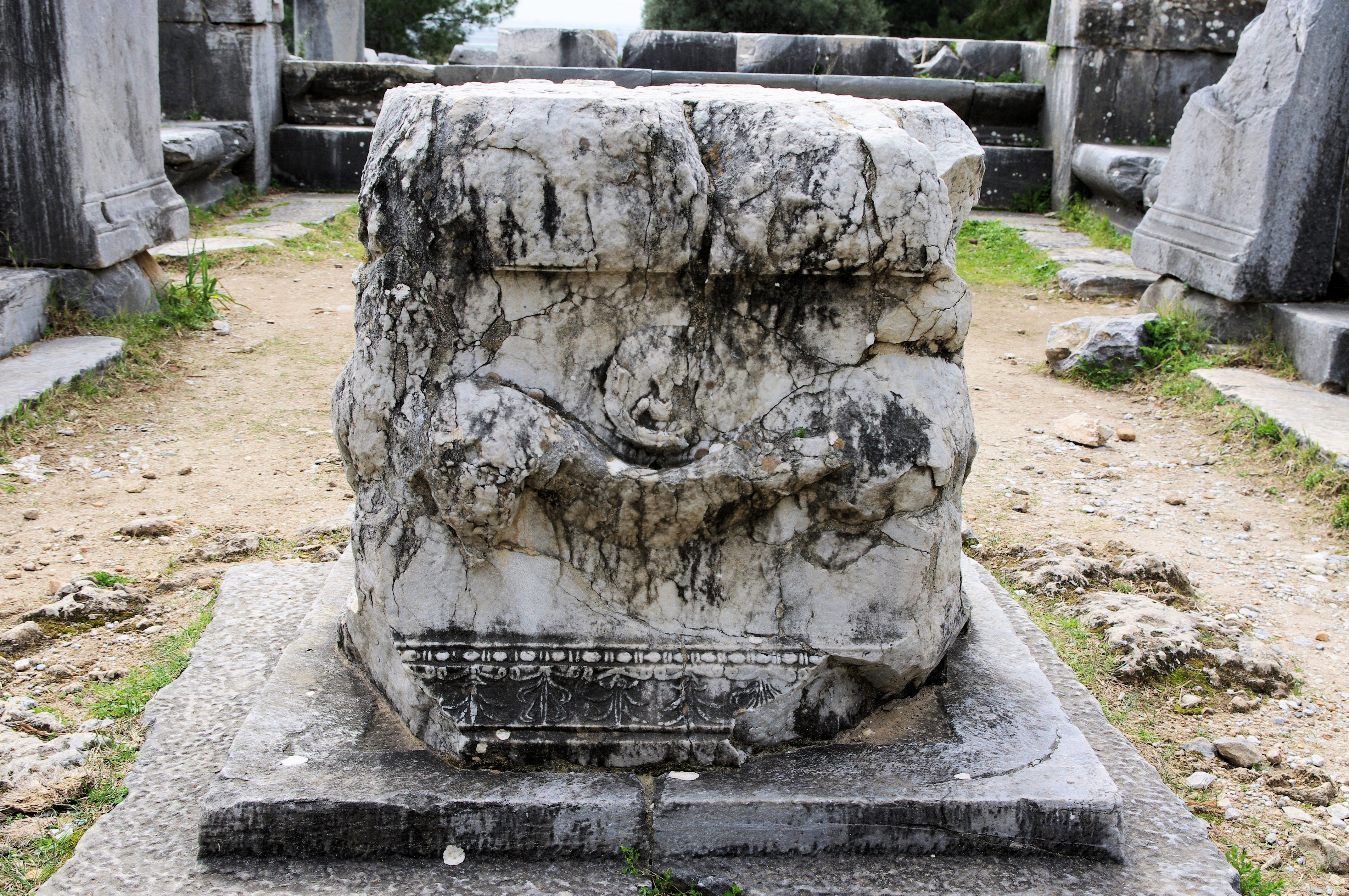
Restos de un altar.

Generalmente se considera que el edificio era la boulé, o lugar de reunión del consejo, pero debido a su tamaño relativamente grande se ha sugerido que también podría haber servido como ekklesía, o lugar de reunión de la asamblea, o eclesiasterio. El edificio fue destruido por un incendio a principios del periodo cristiano, tras lo cual se construyó una pequeña iglesia en el lugar, que se utilizó como cementerio.

## Descripción
El Buleuterio estaba situado en la llamada "calle de Atenea", que conducía al Templo de Atenea, al norte de la Estoa sagrada y al oeste del Pritaneo. Era un edificio casi cuadrado con lados de unos 20-21 m de longitud.
Dentro del Buleuterio había una única sala con filas de bancos en los lados oeste, norte y este. Había 16 filas de bancos en el lado norte y 10 en los otros lados, con una capacidad total de unas 600-700 personas. En los lados este y oeste había escaleras que conducían a los bancos. En el lado sur había una especie de exedra, que también servía de pozo de luz, ya que no se sabe si el edificio tenía ventanas. En el centro de la sala había un altar de mármol decorado con imágenes de los dioses, cabezas de toro y hojas de laurel. El Buleuterio tenía un tejado de madera sostenido por pilares. Las entradas al edificio se encontraban en los lados norte, oeste y sur.